# European Championships 2022/Teilnehmer (Montenegro)
| Gelbes Symbol für Goldmedaillen mit stilisierten Olympischen Ringen | Graues Symbol für Silbermedaillen mit stilisierten Olympischen Ringen | Braundes Symbol für Bronzemedaillen mit stilisierten Olympischen Ringen |
| ------------------------------------------------------------------- | --------------------------------------------------------------------- | ----------------------------------------------------------------------- |
| —                                                                   | 1                                                                     | —                                                                       |

Montenegro nahm an den European Championships 2022 mit insgesamt sechs Athleten (5 Männer, 1 Frau) teil.

## Medaillen

### Medaillenspiegel
| Rang   | Sportart       | Gold | Silber | Bronze | Gesamt |
| ------ | -------------- | ---- | ------ | ------ | ------ |
| 1      | Leichtathletik | —    | 1      | —      | 1      |
| Gesamt | Gesamt         | 0    | 1      | 0      | 1      |

### Medaillengewinner
| Name/n         | Sportart       | Wettkampf  |
| -------------- | -------------- | ---------- |
| Silber         |                |            |
| Marija Vuković | Leichtathletik | Hochsprung |

## Teilnehmer nach Sportarten

### Leichtathletik
Springen und Werfen 
| Athleten        | Wettbewerb | Qualifikation | Qualifikation | Finale        | Finale        | Rang   |
| Athleten        | Wettbewerb | Weite/Höhe    | Rang          | Weite/Höhe    | Rang          | Rang   |
| --------------- | ---------- | ------------- | ------------- | ------------- | ------------- | ------ |
| Frauen          |            |               |               |               |               |        |
| Marija Vuković  | Hochsprung | 1,87 m        | 1             | 1,95 m        | 2             | Silber |
| Männer          |            |               |               |               |               |        |
| Danijel Furtula | Diskuswurf | 59,10 m       | 21            | ausgeschieden | ausgeschieden | 21     |

### Radsport

#### Straße
| Athleten          | Wettbewerb       | Zeit     | Rang |
| ----------------- | ---------------- | -------- | ---- |
| Männer            |                  |          |      |
| Goran Cerović     | Straßenrennen    | DNF      | DNF  |
| Slobodan Milonjić | Einzelzeitfahren | 33:56.59 | 33   |

### Tischtennis
| Athleten                      | Wettbewerb | Gruppenphase      | Gruppenphase | Vorrunde      | Vorrunde      | 1. Runde                          | 1. Runde      | 2. Runde                        | 2. Runde      | Achtelfinale  | Achtelfinale  | Viertelfinale | Viertelfinale | Halbfinale    | Halbfinale    | Finale / Platz 3 | Finale / Platz 3 | Rang          |
| Athleten                      | Wettbewerb | Gegner            | Erg.         | Gegner        | Erg.          | Gegner                            | Erg.          | Gegner                          | Erg.          | Gegner        | Erg.          | Gegner        | Erg.          | Gegner        | Erg.          | Gegner           | Erg.             | Rang          |
| ----------------------------- | ---------- | ----------------- | ------------ | ------------- | ------------- | --------------------------------- | ------------- | ------------------------------- | ------------- | ------------- | ------------- | ------------- | ------------- | ------------- | ------------- | ---------------- | ---------------- | ------------- |
| Männer                        |            |                   |              |               |               |                                   |               |                                 |               |               |               |               |               |               |               |                  |                  |               |
| Filip Radović                 | Einzel     | Jordy Piccolin    | 0:3          | ausgeschieden | ausgeschieden | ausgeschieden                     | ausgeschieden | ausgeschieden                   | ausgeschieden | ausgeschieden | ausgeschieden | ausgeschieden | ausgeschieden | ausgeschieden | ausgeschieden | ausgeschieden    | ausgeschieden    | ausgeschieden |
| Filip Radović                 | Einzel     | Artūrs Reinholds  | 3:1          | ausgeschieden | ausgeschieden | ausgeschieden                     | ausgeschieden | ausgeschieden                   | ausgeschieden | ausgeschieden | ausgeschieden | ausgeschieden | ausgeschieden | ausgeschieden | ausgeschieden | ausgeschieden    | ausgeschieden    | ausgeschieden |
| Filip Radović                 | Einzel     | Alexander Chen    | 2:3          | ausgeschieden | ausgeschieden | ausgeschieden                     | ausgeschieden | ausgeschieden                   | ausgeschieden | ausgeschieden | ausgeschieden | ausgeschieden | ausgeschieden | ausgeschieden | ausgeschieden | ausgeschieden    | ausgeschieden    | ausgeschieden |
| Filip Radulović               | Einzel     | Dimitrije Levajac | 0:3          | ausgeschieden | ausgeschieden | ausgeschieden                     | ausgeschieden | ausgeschieden                   | ausgeschieden | ausgeschieden | ausgeschieden | ausgeschieden | ausgeschieden | ausgeschieden | ausgeschieden | ausgeschieden    | ausgeschieden    | ausgeschieden |
| Filip Radulović               | Einzel     | Ignas Navickas    | 3:1          | ausgeschieden | ausgeschieden | ausgeschieden                     | ausgeschieden | ausgeschieden                   | ausgeschieden | ausgeschieden | ausgeschieden | ausgeschieden | ausgeschieden | ausgeschieden | ausgeschieden | ausgeschieden    | ausgeschieden    | ausgeschieden |
| Filip Radulović               | Einzel     | Tamás Lakatos     | 1:3          | ausgeschieden | ausgeschieden | ausgeschieden                     | ausgeschieden | ausgeschieden                   | ausgeschieden | ausgeschieden | ausgeschieden | ausgeschieden | ausgeschieden | ausgeschieden | ausgeschieden | ausgeschieden    | ausgeschieden    | ausgeschieden |
| Filip Radović Filip Radulović | Doppel     | —                 | —            | —             | —             | Martin Frøseth / Artūrs Reinholds | 3:1           | Emmanuel Lebesson / Simon Gauzy | 0:3           | ausgeschieden | ausgeschieden | ausgeschieden | ausgeschieden | ausgeschieden | ausgeschieden | ausgeschieden    | ausgeschieden    | 33            |

## Weblink
- Montenegro auf der Webseite der European Championship 2022